# Museum der Belgischen Nationalbank

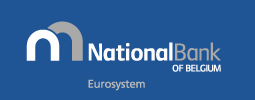
Logo der Belgischen Nationalbank

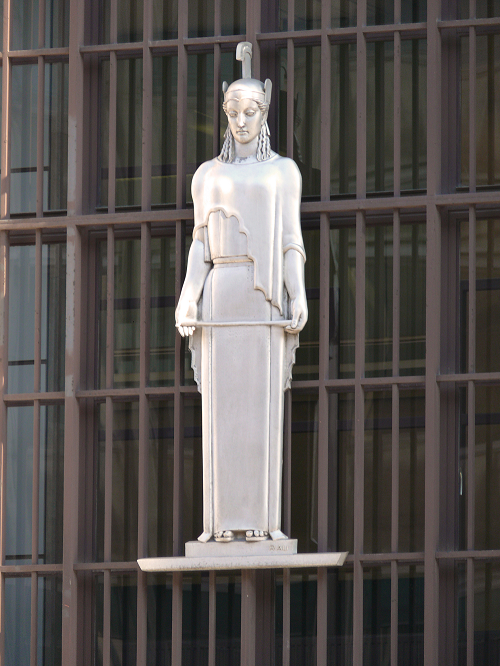
Fassade der Belgischen Nationalbank

Das Museum der Belgischen Nationalbank ist ein Bankmuseum in der Nationalbank Brüssel, das im Jahr 1982 gegründet wurde.

## Geschichte
Seit 1982 beherbergt die Nationalbank ein Museum. Bis 2013 befand es sich in der Rue du Bois Sauvage, anschließend zog es vorübergehend zum Boulevard de Berlaimont. Im Jahr 2018 soll es in der Warmoesberg 57 eröffnen.

## Sammlung
Das Museum zeigt die Geschichte des Geldes. Darüber hinaus werden die Aufgaben einer Zentralbank bei der Ausgabe des Geldes, der Erhaltung seiner Kaufkraft und der Finanzüberwachung am Anfang unterschiedlicher didaktischer Präsentationen behandelt. Im Museum können sich Besucher mit der Geschichte der Zahlungsmittel, der Rolle und Bedeutung des Geldes in der Wirtschaft, den Aufgaben und Tätigkeiten der Belgischen Nationalbank im europäischen Rahmen, den Merkmalen der Eurobanknoten und schließlich mit dem Geld als kulturellem Phänomen vertraut machen.